# قائمة الأفلام الجنوب إفريقية في الترشيحات الأولية لجائزة الأوسكار لأفضل فلم أجنبي
قدمت جنوب أفريقيا فيلمًا لجائزة الأوسكار لأفضل فيلم بلغة أجنبية لأول مرة في عام 1989.
يتم تسليم الجائزة سنويًا من قبل أكاديمية فنون وعلوم الصور المتحركة إلى الأفلام السينمائية الطويلة التي أُنتجت خارج الولايات المتحدة، والتي تتضمّن بشكل أساس على حوار غير إنجليزي.
تم ترشيح فيلمين من جنوب إفريقيا لجائزة الأوسكار لأفضل فيلم بلغة أجنبية: فيلم البارحة سنة 2004 للمخرج داريل رودت، وفيلم تسوتسي سنة 2005 للمخرج جافن هود. فاز تسوتسي بجائزة الأوسكار لأفضل فيلم بلغة أجنبية في حفل توزيع جوائز الأوسكار الثامن والسبعون، ويُعتبر الفيلم الجنوب أفريقي الوحيد الذي حقق ذلك.

## الأفلام المقترحة
منذ سنة 1956، دعت أكاديمية فنون وعلوم الصور المتحركة صُنّاع الأفلام في مختلف البلدان لتقديم أفضل فيلم لجائزة الأوسكار لأفضل فيلم بلغة أجنبية. تُشرف لجنة جائزة الأوسكار لأفضل فيلم بلغة أجنبية على العملية وتستعرض جميع الأفلام المقدمة. بعد ذلك، يُقام التصويت عبر الاقتراع السري لتحديد المرشحين الخمسة للجائزة. فيما يلي قائمة بالأفلام التي قدمتها جنوب أفريقيا لمراجعتها من قبل الأكاديمية للحصول على جائزة الأوسكار لأفضل فيلم بلغة أجنبية.
| السنة (الحفل)                                 | عنوان الفيلم في الترشيح | العنوان الأصلي                              | اللغة          | المُخرج              | النتيجة |
| --------------------------------------------- | ----------------------- | ------------------------------------------- | -------------- | ------------------- | ------- |
| 1989 حفل توزيع جوائز الأوسكار الثاني والستون  | Mapantsula              | الزولوية، الأفريقانية، السوتية، الإنجليزية  | Oliver Schmitz | لم يُرشّح             |         |
| 1997 حفل توزيع جوائز الأوسكار السبعون         | Paljas                  | الأفريقانية                                 | Katinka Heyns  | لم يُرشّح             |         |
| 2004 حفل توزيع جوائز الأوسكار السابع والسبعون | Yesterday               | الزولوية                                    | داريل رودت     | ترشّح                |         |
| 2005 حفل توزيع جوائز الأوسكار الثامن والسبعون | تسوتسي                  | السوتية، التسوانية، الأفريقانية، الإنجليزية | جافن هود       | فاز بجائزة الأوسكار |         |